# Barbora Hermannová
Barbora Hermannová, née le 7 novembre 1990 à Ostrava en République tchèque, est une joueuse de beach-volley tchèque.

## Carrière

### Les débuts
Barbora Hermannová commence sa carrière professionnelle à l'âge de 18 ans, en 2008. Elle s'associe à partir de 2010 avec sa compatriote Martina Bonnerová.

### Le déclic de l'année 2014
Elle gagne sa première médaille sur le Circuit professionnel en décembre 2014. Associée à Martina Bonnerová, elle remporte l'Open de Mangaung, battant en finale les néophytes japonaises Takemi Nishibori et Sayaka Mizoe en deux sets (21-15, 21-17).

## Palmarès

### Jeux olympiques d'été
- Aucune performance significative à ce jour...

### Championnats du Monde de beach-volley
- Aucune performance significative à ce jour...

### Championnats d'Europe de beach-volley
- Aucune performance significative à ce jour...